# Dlouhá Louka (Osek)
Dlouhá Louka je vesnice, část města Osek v okrese Teplice. Nachází se asi 3,5 kilometru severozápadně od Oseka. V roce 2011 zde trvale žilo jedenáct obyvatel.
Dlouhá Louka je také název katastrálního území o rozloze 10,16 km². Dlouhá Louka leží i v katastrálním území Nová Ves u Oseka o rozloze 5,64 km² a Mackov o rozloze 5,41 km².

## Historie
První písemná zmínka pochází z roku 1606.

## Obyvatelstvo
Při sčítání lidu v roce 1921 zde žilo 229 obyvatel (z toho 111 mužů), z nichž byl jeden Čechoslovák a 228 Němců. Všichni se hlásili k římskokatolické církvi. Podle sčítání lidu z roku 1930 měla vesnice 188 obyvatel: dva Čechoslováky a 186 Němců. Kromě jednoho člověka bez vyznání byli římskými katolíky.
|                                                               | 1869 | 1880 | 1890 | 1900 | 1910 | 1921 | 1930 | 1950 | 1961 | 1970 | 1980 | 1991 | 2001 | 2011 |
| ------------------------------------------------------------- | ---- | ---- | ---- | ---- | ---- | ---- | ---- | ---- | ---- | ---- | ---- | ---- | ---- | ---- |
| Obyvatelé                                                     | 259  | 277  | 261  | 245  | 241  | 229  | 188  | 34   | 17   | 15   | 14   | 5    | 8    | 11   |
| Domy                                                          | 53   | 53   | 50   | 53   | 49   | 46   | 43   | 41   | .    | 6    | 5    | 4    | 24   | 21   |
| Počet domů z roku 1961 je zahrnut v domech místní části Osek. |      |      |      |      |      |      |      |      |      |      |      |      |      |      |

## Pamětihodnosti
Ve vesnici stojí pseudobarokní kaple Nejsvětějšího srdce Ježíšova z konce devatenáctého století s barokní sochou Madony z osmnáctého století uvnitř.

## Další fotografie

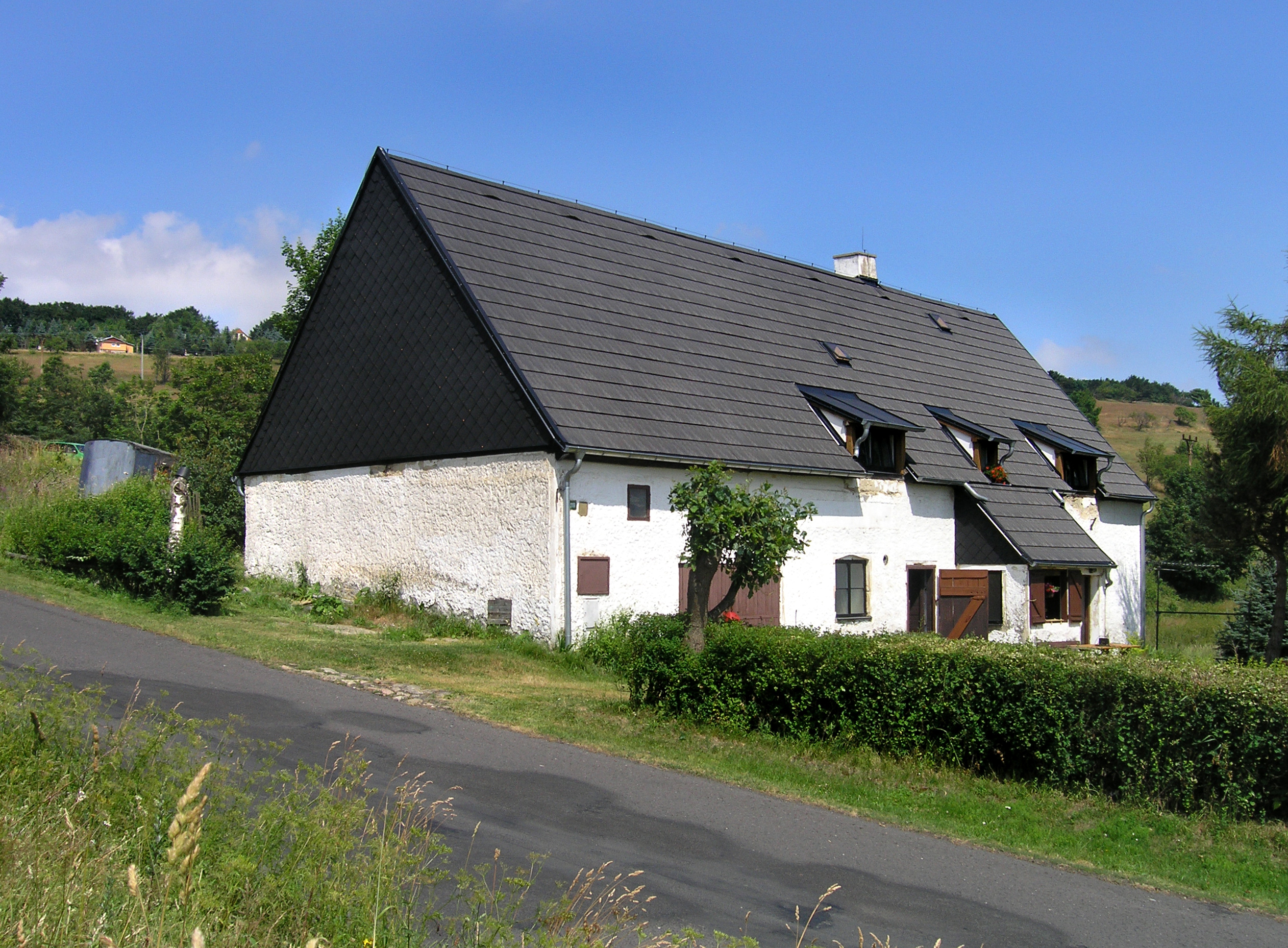
Chalupa na jihu
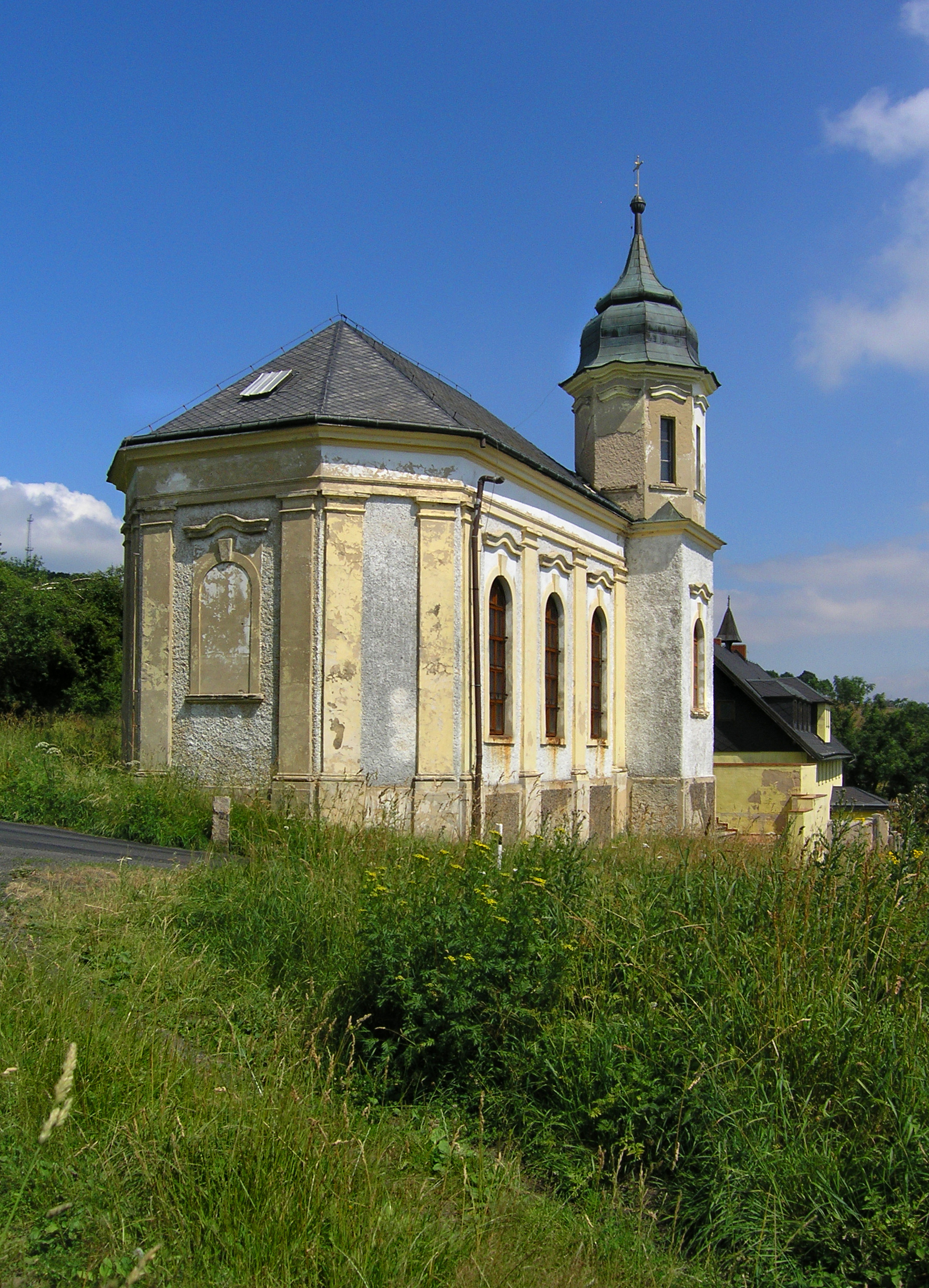
Kaple Nejsvětějšího Srdce Ježíšova